# John Allmond Marsh
John Allmond Marsh (ur. 6 marca 1894 w Guelph, zm. 5 listopada 1952) – kanadyjski polityk Partii Konserwatywnej.

## Działalność polityczna
W okresie od 22 marca 1937 do 25 marca 1940 reprezentował okręg wyborczy Hamilton West w kanadyjskiej Izbie Gmin.